# Sommelet–Hauser重排反应
Sommelet-Hauser重排反应（Sommelet-Hauser rearrangement），以 M. Sommelet 和 Charles R. Hauser 的名字命名。
某些苄基季铵盐用氨基钠或其他碱金属氨基盐处理，发生重排，一个烃基迁移至芳环上的邻位，得到相应的N-二烃基苄基胺类。 
Stevens重排反应常为反应条件下的竞争反应。

## 反应机理
季铵离子与碱作用，发生去质子化，生成氮叶立德。然后，氮叶立德发生2,3-σ迁移反应，并经芳构化，得到最终产物。